# نهام عصابي سكري
يشير مصطلح النهام العصابي السكري (أو ديابوليميا) إلى اضطراب في العادات الغذائية حيث يتعمّد الأشخاص المصابين بداء السكري النوع الأول استخدام الانسولين بكمية أقل من حاجتهم لغرض فقدان الوزن. وعلى الرغم من أن المجتمعات الطبية أو النفسية لا تعترف بداء النهام العصابي السكري بصفته تشخيصاً رسمياً في الوقت الحالي، إلا أن ثمة عبارات تُستخدم بكثرة في المطبوعات الطبية والنفسية مثل «السلوك الغذائي المضطرب» و «التغذية المضطربة» التي تقوم بتحديد الحالة المرضية للأشخاص المصابين بداء السكري النوع الأول، وأيضاً للأشخاص الذين يتعمدون التلاعب في تناول حقن الأنسولين بغرض التحكم بأوزانهم إلى جانب سلوكهم النُهامي.

## الأعراض
قد يعاني الشخص المصاب بالنهام العصابي السكري من آثار سلبية على جسمه قبل الشخص الذي يتابع حالته بشكل سليم، خاصة إذا لم يتعالج مبكرًا. ويتعمّد بعض الأشخاص المصابين بداء السكري ذوي السلوك الغذائي المضطرب بإساءة استخدام الأنسولين كطريقة للتحكم بأوزانهم.
و يؤدي التوقف عن استخدام الانسولين، بالإضافة إلى الإفراط في تناول الطعام إلى الإصابة بالحماض الكيتوني. وقد يكون الذهاب إلى المستشفى لعدة مرات لعلاج الحماض الكيتوني أو ارتفاع نسبة السكر في الدم مؤشراً لوجود صراع عاطفي مستبطن.

### أعراض قصيرة المدى
ثمة أعراض قصيرة المدى لمصابي النهام العصابي السكري، وهي كالتالي:
- التبول المستمر
- العطش المستمر
- الشهية المفرطة
- ارتفاع مستوى الجلوكوز في الدم (غالبا فوق 600)
- الشعور بالضعف
- الشعور بالتعب
- ارتفاع نسبة الجلوكوز في البول
- عدم القدرة على التركيز
- اضطراب الكهارل
- حدوث بيلة كيتونية حادة، ووجود مستويات عالية من الكيتون بالدم لدى الأشخاص المصابين بالحماض الكيتوني السكري
- انخفاض مستويات الصوديوم

### أعراض متوسطة المدى
و ثمة أيضا أعراض متوسطة المدى لمصابي النهام العصابي السكري، وتظهر هذه الأعراض عندما لا يعالج المرض فيؤدي بالتالي إلى ظهور أعراض قصيرة المدى أيضًا.
- ضمور العضلات
- داء ارتجاع حمض المعدة
- عسر الهضم
- نقصان حاد في الوزن
- ظهور بيلة بروتينية
- جفاف معتدل أو شديد
- حدوث وذمة تصاحبها إعاضة السوائل
- ارتفاع الكوليسترول

### أعراض طويلة المدى
إذا عانى الشخص المصاب بالسكري النوع الأول من داء النهام العصابي السكري لمدة ليست بقصيرة، فيمكن توقع ظهور الأعراض الطويلة المدى التالية:
- تلف كلوي حاد - فارتفاع نسبة السكر في الدم قد يجهد الكليتين، مما يؤدي في النهاية إلى الفشل الكلوي والحاجة لعملية زرع الكلى

- اعتلال عصبي حاد (تلف الأعصاب لليدين والقدمين)
- الشعور بالتعب الشديد
- حدوث وذمة (خلال مراحل تحكم السكر في الدم)
- مشاكل قلبية
- ارتفاع الكوليسترول
- ترقق العظام
- الوفاة

في كثير من الأحيان يكون الأشخاص المصابين بالسكري النوع الأول - الذين لا يستخدمون حقن الأنسولين إطلاقًا - مُصابين باضطراب العادات الغذائية، مثل: فقدان الشهية العصبي، والنهام العصبي. وغالبا لا يدرك هؤلاء الأشخاص أن النهام العصابي السكري مرض شائع أكثر مما قد يظنوه، وأيضا من الصعب جدًا التغلب عليه. وعلى عكس فقدان الشهية والنُهام، يتطلب النُهام العصابي السكري في بعض الأحيان أن يتوقف الشخص المصاب به عن الاهتمام بالحالة المرضية. وبخلاف التقيؤ أو الجوع الشديد، لا يوجد أي إجراء واضح أو قوة إرادية للتحكم بهذا النوع من النهام. وقد يثير النهام العصابي السكري اهتمام الأشخاص الذين يرغبون في إنقاص وزنهم أكثر من غيرهم.
أجسام كيتونية
أحماض كيتونية
استنتجت العديد من المقالات والدراسات أن لدى الإناث المصابات بالسكري - في المتوسط - مؤشر كتلة جسم أعلى ممن هم غير مصابين بداء السكري. ويتضح أيضًا بأن الفتيات والشابات اللاتي يعد مؤشر كتلة أجسامهن عاليًا قد يكون لديهن على الأرجح سلوك غذائي مضطرب. وقد نُشرت العديد من المقالات الموثوقة التي تبين بأن الفتيات اللاتي أُصبن بالسكري النوع الأول قبل وأثناء المراهقة قد تعانين من جميع أنواع اضطراب العادات الغذائية بمعدلات عالية جدًا مقارنةً بالفتيات غير المصابات بالسكري. وقد تتفاقم هذه الحالة بسبب حاجة مرضى السكري لممارسة الرياضة بحذر مستمر اتجاه الغذاء، ومراقبة الوزن ونسبة الجلوكوز في الدم. إن الوزن الزائد المكتسب من علاج الأنسولين لدى الفتيات قد يلعب دورًا في زيادة خطر الإصابة بمرض فقدان الشهية أو النُهام.

## العلاج
لا توجد إرشادات محددة لعلاج حالات مرضية معقدة مثل داء السكري أو التغذية المضطربة، ولكن يمكن لفريق متعدد التخصصات الذي قد يشمل على متخصصين، مثل: اختصاصي الغدد الصماء، وطبيب نفسي، وأخصائي نفسي، وأخصائي تغذية..إلخ، تحديد الأسلوب المعياري لعلاجها.

## روابط خارجية
- http://www.diabulimiahelpline.org Diabulimia Helpline: The U.S.'s only nonprofit organization dedicated to the recognition and prevention of diabulimia.
- http://www.dwed.org.uk Diabetics with Eating Disorders[UK] Charity dedicated to recognition and support, based in the UK.